# Free (Free)
| Recensione              | Giudizio   |
| ----------------------- | ---------- |
| AllMusic                | [ 2 ]      |
| Debaser                 | [ 3 ]      |
| Sputnikmusic            | 3.0 (Good) |
| Dizionario del Pop-Rock | [ 5 ]      |
| 24.000 dischi           | [ 6 ]      |

Free è il secondo album dei Free, pubblicato dalla Island Records nel 1969.

## Tracce

### LP
Lato A
Testi e musiche di Andy Fraser e Paul Rodgers, eccetto dove indicato.
1. I'll Be Creepin' – 3:15
2. Songs of Yesterday – 3:31
3. Lying in the Sunshine – 4:02
4. Trouble on Double Time – 3:34 (Andy Fraser, Paul Rodgers, Simon Kirke, Paul Kossoff)
5. Mouthful of Grass – 3:36

Lato B
Testi e musiche di Andy Fraser e Paul Rodgers.
1. Woman – 3:45
2. Free Me – 5:37
3. Broad Daylight – 3:33
4. Mourning Sad Morning – 5:03

### CD
Edizione CD del 2001, pubblicato dalla Island Records (UICY-9131)
Testi e musiche di Andy Fraser e Paul Rodgers, eccetto dove indicato.
1. I'll Be Creepin' – 3:27 – Versione album originale
2. Songs of Yesterday – 3:33 – Versione album originale
3. Lying in the Sunshine – 3:51 – Versione album originale
4. Trouble on Double Time – 3:23 (Andy Fraser, Paul Rodgers, Paul Kossoff, Simon Kirke) – Versione album originale
5. Mouthful of Grass – 3:36 – Versione album originale
6. Woman – 3:50 – Versione album originale
7. Free Me – 5:24 – Versione album originale
8. Broad Daylight – 3:15 – Versione album originale
9. Mourning Sad Morning – 5:04 – Versione album originale
10. Broad Daylight – 3:09 – Traccia bonus - Lato 'A' del singolo WIP 6054
11. The Worm – 3:03 – Traccia bonus - Lato 'B' del singolo WIP 6054
12. I'll Be Creepin' – 2:47 – Traccia bonus - Lato 'A' del singolo WIP 6062
13. Sugar for Mr. Morrison – 3:01 – Traccia bonus - Lato 'B' del singolo WIP 6062
14. Broad Daylight – 3:21 – Traccia bonus - Brano inedito registrato per il programma radio della BBC John Peel's 'Top Gear
15. Songs of Yesterday – 3:11 – Traccia bonus -  Brano registrato per il programma radio della BBC John Peel's 'Top Gear
16. Mouthful of Grass – 3:33 – Traccia bonus - Brano inedito, versione acustica solo di Andy Fraser, base per la parte finale del brano presente nell'album
17. Woman – 4:00 – Traccia bonus - Brano inedito, versione differente da quella dell'album con aggiunta di chitarra
18. Trouble on Double Time – 2:37 (Andy Fraser, Paul Rodgers, Paul Kossoff, Simon Kirke) – Traccia bonus - Prima versione del brano registrato ad un ritmo più veloce di quella presente sull'album originale
19. Mourning Sad Morning – 5:10 – Traccia bonus - Brano inedito, con un mix di chitarra, voce e assolo di flauto (di Chris Wood)

- Brano bonus CD Broad Daylight, registrato il 3 gennaio 1969 al Morgan Studios, prodotto da Guy Stevens
- Brano bonus CD The Worm, registrato il 3 gennaio 1969 al Morgan Studios, prodotto da Guy Stevens
- Brano bonus CD I'll Be Creepin', registrato il 28 maggio 1969 al Morgan Studios, prodotto da Guy Stevens e Chris Blackwell
- Brano bonus CD Sugar for Mr. Morrison, registrato il 28 maggio al Morgan Studios, prodotto da Guy Stevens
- Brano bonus CD Broad Daylight, registrato al BBC Playhouse Theatre il 13 marzo 1969 e trasmesso alla radio il 23 marzo 1969
- Brano bonus CD Songs of Yesterday, registrato al BBC Playhouse Theatre il 13 marzo 1969 e trasmesso alla radio il 23 marzo 1969
- Brano bonus CD Mouthful of Grass, registrato il 19 giugno 1969 al Morgan Studios, prodotto da Chris Blackwell
- Brano bonus CD Woman, registrato il 29 giugno 1969 al Morgan Studios, prodotto da Chris Blackwell
- Brano bonus CD Trouble on Double Time, registrato il 9 gennaio 1969 al Morgan Studios, prodotto da Guy Stevens
- Brano bonus CD Mourning Sad Morning, registrato il 29 giugno 1969 al Morgan Studios, prodotto da Chris Blackwell

## Formazione
- Paul Rodgers - voce
- Paul Kossoff - chitarra solista
- Andy Fraser - basso
- Simon Kirke - batteria

Note aggiuntive
- Chris Blackwell - produttore
- Registrazioni effettuate tra il gennaio ed il giugno del 1969 al Morgan Studios (Londra), eccetto Songs of Yesterday e Free Me, registrati al Trident (Londra)
- Andy Johns - ingegnere delle registrazioni (eccetto brani: Songs of Yesterday e Free Me)
- Rob - ingegnere delle registrazioni (solo brani: Songs of Yesterday e Free Me)
- Ron Raffaelli/The Usual Thing Inc. - design album originale[8]